# Botvinia
La botvinia (ботвинья) est une des soupes les plus typiques de Russie mais n'est presque plus consommée car elle est difficile à réaliser.
Elle se consomme surtout en été.

## Recette
La soupe est faite avec de jeunes feuilles de betteraves, des betteraves, de l'oseille, des oignons verts, de l'aneth, de l'ortie (ou toute autre herbe considérée comme comestible), des concombres, deux types de kvass, un peu de  moutarde, de jus de citron, de raifort et des épices. Du saumon, de l'esturgeon bouilli ou des crustacés sont servis à part ainsi que de la glace pilée pour refroidir la soupe.